# Sabrina Sánchez
Sabrina Michelle Rivera Sánchez, también conocida por redes sociales por el seudónimo de Shirley McLaren (Ciudad de México, 1981), es una mujer mexicana que se define como mujer trans y lesbiana, y que tras estudiar periodismo, optó por migrar y hacerse trabajadora del sexo, como estrategia de supervivencia. Es la actual portavoz del Comité Internacional por los Derechos de las Trabajadoras Sexuales en Europa y fue la secretaria de comunicación del Sindicato OTRAS.

## Biografía
Creció en una familia de clase media mexicana. Fue educada en un colegio bilingüe gracias al esfuerzo de sus padres. Egresada en Periodismo por la Universidad Autónoma Metropolitana de México. Hizo el tránsito de chico a chica en la etapa universitaria, arropada por sus amigas, que la animaron a dar el paso.

Empezó a trabajar en una redacción donde tuvo el primer contacto con las vulneraciones cotidianas que sufren las mujeres, optó por abandonar el trabajo y el país. Decidió migrar a España, imaginando un mundo de libertad con el gobierno de Zapatero. Fue una de las participantes en el grupo motor del programa Carolines, y también integrante de la asociación Aprosex.org. Activista del transfeminismo en las luchas transgénero y migrantes. Portavoz del Comité Internacional por los Derechos de las mujeres Trabajadoras Sexuales en Europa. También forma parte del colectivo antirracista t.i.c.t.a.c Taller de Intervenciones Críticas Transfeministas Antirracistas Combativas. De 2018 a 2021 fue secretaria de comunicación del primer sindicato profesional del ramo del Trabajo sexual en España, el sindicato OTRAS, Organización de Trabajadoras Sexuales, luchando por sus derechos laborales:
"Queremos los mismos derechos laborales que el resto de trabajadores".